# Cerepoveț
Cerepoveț (ru. Череповец) este un oraș din Regiunea Vologda, Federația Rusă și are o populație de 311.869 locuitori.
Orașul Cerepoveț are un terminal portuar pe calea navigabilă Volga-Baltica, cu o lungime de 540,0 km, distanța fiind măsurată de la Moscova, Portul de Sud.
Municipiul Aiud, din România, este înfrățit cu orașul Cerepoveț.